# Teodora de Khazària
Teodora de Khazària, en grec antic Θεοδώρα των Χαζάρων, va ser una emperadriu consort romana d'Orient, segona esposa de l'emperador romà d'Orient Justinià II. Era germana de Busir, kagan (emperador) dels khàzars. No es coneixen les relacions familiars d'ella i del seu germà amb altres caps dels khàzars, com ara Bihar, el pare de la futura emperadriu romana d'Orient Irene de Khazària.
Justinià II va ser destronat i mutilat l'any 695 per un cop d'estat de Lleonci II, un general que es va proclamar emperador i que el va enviar a l'exili a Quersonès, una ciutat de Crimea, on hi va viure set anys, fins que va maniobrar per recuperar el tron. Va buscar l'ajuda del Khagan dels khàzars, la tribu més important en aquella època. Per enfortir l'aliança, Justinià es va casar amb la germana de Busir l'any 703, que després va prendre el nom de Teodora a petició de l'emperador, que segurament volia recordar a Justinià I i a la seva esposa Teodora.
Mentre Justinià i Teodora encara eren a l'exili, Absimar, que com a emperador va prendre el nom de Tiberi III, va assabentar-se dels plans de Justinià per recuperar l'imperi i va subornar el germà de Teodora, perquè li lliurés a Justinià viu, o sinó el seu cap. Però un dels servents del seu germà va informar a Teodora de la conspiració. Era lleial al seu nou marit i a les perspectives de l'imperi, més que amb el país on va néixer, malgrat que Justinià estava mutilat, ja que li havien tallat el nas i la llengua. Va advertir a Justinià de l'intent d'assassinat i va matar els sicaris enviats convidant-los a una reunió privada i estrangulant-los amb una corda. Justinià va pactar un acord amb Tervel, rei de Bulgària i amb la seva ajuda va recuperar el tron l'any 705. Tervel el va ajudar perquè Justinià li havia promès la mà de la seva filla, que havia tingut amb la seva primera esposa Eudòxia, i el títol de cèsar.
Conquerida Constantinoble, Justinià va enviar a buscar a Quersonès la seva dona i un fill que li havia nascut, Tiberi, però tenia por del seu cunyat i hi va enviar una gran flota. Les naus van ser destruïdes per una tempesta i Busir li va trametre un missatge sarcàstic, dient-li que podia haver enviat només dos o tres vaixells per recollir la seva dona i s'hauria estalviat la mort de molta gent. Quan van arribar per fi a Constantinoble, Justinià va coronar Augusta a Teodora i a Tiberi com a coemperador.
El regnat de Teodora va ser breu. L'any 711 Justinià va ser assassinat i també el seu fill Tiberi, i això va significar la fi de la Dinastia heracliana. No és clar si Teodora va morir amb el seu fill i el seu marit, tot i que sí se sap el paper d'Anastàsia, la seva sogra, defensant el seu net. És possible que aconseguís fugir, i segurament s'hauria refugiat a la seva terra natal, ja que no hi ha constància de cap tomba amb el seu nom a Constantinoble.